# Anna Ahmatova
Anna Ahmatova (nume real: Anna Andreevna Gorenko, în rusă Анна Андреевна Горенко, n. 11/23 iunie 1889, Bolșoi Fontan, lângă Odessa - d. 5 martie 1966, Domodedovo, lângă Moscova) a fost o poetă rusă.
Și-a început activitatea în 1912, fiind considerată una din persoanele cele mai reprezentative ale curentului literar denumit „Acmeism”. După Revoluția Socialistă din Rusia, publicarea lucrărilor Annei Ahmatova a fost interzisă. În perioada celui de-al Doilea Război Mondial și-a reluat activitatea, dar în 1946 a fost din nou criticată de organele partidului comunist și împiedicată să-și publice lucrările. În 1956, după moartea lui Stalin, Anna Ahmatova a fost reabilitată și a redevenit una din persoanele cele mai importante din lumea literată a Uniunii Sovietice.
În 1964 i s-a decernat premiul internațional de poezie Aetna-Taormina, iar în 1965 i se decernează titlul de doctor honoris causa de către Universitatea Oxford din Regatul Unit. În 1964, la vârsta de 74 de ani, Anna Ahmatova a fost aleasă președinte al Uniunii Scriitorilor din Uniunea Sovietică. A tradus în rusă versuri ale poetului Mihai Eminescu.

## Biografie

### Tinerețea
Anna Gorenko s-a născut la 23 iunie (11 iunie stil vechi) 1889 la Bolșoi Fontan, lângă Odessa. Tatăl ei, Andrei Antonovici Gorenko, era inginer mecanic în flota Mării Negre. După un an de la nașterea Annei, familia se mută la Țarskoe Selo, unde viitoarea poetă își va petrece copilăria până în 1905. Ambianța locului se va reflecta în lirica ei de mai târziu. În autobiografia sa, poeta nota:
„Primele mele impresii din viață sunt de la Țarskoe Selo. Îmi amintesc de mărețele parcuri verzi, de islazul, unde mă ducea doica, de hipodrom, de gara veche și de atâtea altele pe care le-am descris mai târziu în Odă pentru Țarskoe Selo. ”— Anna Ahmatova despre ea însăși (Анна Ахматова о себе) 
Se pare că tinerețea ei nu a fost foarte fericită. Andrei Gorenko și-a abandonat familia în 1895, când poeta avea 6 ani. Primele versuri le-a scris la vârsta de 11 ani, inspirate de scriitorii ei preferați la acea vârstă, Jean Racine, Aleksandr Pușkin și Evgeni Baratînski. Cu acest prilej și-a luat pseudonimul Ahmatova, pentru a-l îmbuna pe tatăl ei, care considera că o „poetă decadentă” ar putea constitui o dezonoare pentru familie. Numele era cel al unei străbunici a poetei, Praskovia Fedoseevna Ahmatova, decedată în 1837. După tată, Praskovia Ahmatova se trăgea dintr-o veche familie nobilă, care își putea trasa ascendența până în secolul al XVI-lea, iar după mamă se trăgea din familia de cneji tătari Ceagadaev.
Anna Ahmatova și-a făcut studiile la gimnaziul Marinski din Țarskoe Selo și apoi la Institutul Smolnîi din Sankt Petersburg. Vacanțele și le petrecea pe malul Mării Negre, la Eupatoria, în apropiere de Sevastopol. În adolescență, Anna Ahmatova era o cititoare pasionată, cu predilecție pentru scriitorii clasici ruși, Aleksandr Pușkin, Mihail Lermontov, Gavrila Derjavin, Nicolai Nekrasov, Ivan Turgheniev, Fiodor Dostoievski, Lev Tolstoi, din lucrările acestuia din urmă având o preferință pentru Anna Karenina. În 1906 ea s-a transferat la Gimnaziul Fundukleevskaya din Kiev și apoi, în 1908, s-a înscris la Facultatea de Drept din același oraș, urmând cursurile speciale pentru femei ale facultății până în 1910. S-a transferat apoi la Sankt Petersburg pentru a urma cursurile de istorie a literaturii ale lui N. P. Raev.

### Primele succese literare
La 25 aprilie 1910 se căsătorește cu poetul Nikolai Gumiliov, pe care îl cunoștea încă din 1903, și pleacă la Paris în călătorie de nuntă. Dar după scurt timp, soțul ei pleacă să vâneze lei în Africa, iar Anna se întoarce în Rusia. Cei doi soți vor continua să se revadă din când în când, în perioadele dintre absențele soțului ei. În 1912 ea pleacă din nou în călătorie cu Nikolai, vizitează nordul Italiei și, după aceea, stă pentru o anumită vreme la Paris, unde îl cunoaște pe pictorul Amedeo Modigliani, care a desenat șase portrete ale Annei Ahmatova.
În 1912 publică prima plachetă de versuri Вечер (Seara), cu o prefață scrisă de poetul Mihail Kuzmin. Soțul ei, Nikolai Gumiliov, nu îi lua versurile în serios și se pare că a fost foarte șocat când o personalitate ca Aleksandr Blok i-a afirmat cu tărie că versurile Annei Ahmatova erau mult mai bune decât ale sale. Tot în 1912, la 1 octombrie, dă naștere unicului ei fiu, viitorul istoric Lev Gumiliov.
Comentând volumul Seara, poetul Georgi Ciulkov considera că în versurile ei înțelepciunea și chiar sentimentele sunt pătrunse de o letală ironie, ceea ce o îndreptățea pe Anna Ahmatova să se considere o urmașă a lui Innokenti Annenski. Anna Ahmatova însăși recunoștea ce revelație fuseseră pentru ea versurile lui Innokenti Annenski, care îi arătaseră drumul spre o „nouă armonie”. Linia succesiunii ei poetice este confirmată de poemul „Учитель” („Învățătorul”) din 1945 și din afirmațiile din memoriile sale:
„Ele își au originea în unul din versurile lui Annenski. După părerea mea, creația sa este plină de tragism, de sinceritate și de integritatea artistică. ”— Biografia Annei Ahmatova (Биография Анны Ахматовой) 
În mai 1914, cu puțin înainte de începerea Primului Război Mondial, a ieșit de sub tipar următorul volum de poezii, Чётки (Mătănii). Tipărit inițiat cu un tiraj de 1000 exemplare, volumul a fost retipărit în opt ediții până în 1923. Anna Ahmatova spera că anul 1914 va reprezenta un moment de răscruce în destinul Rusiei, începutul necalendaristic al secolului XX.
„Mi se părea că micul volum de lirică erotică a unei autoare începătoare trebuia să fie privit ca o revelație care să copleșească evenimentele mondiale. Timpul a hotărât altfel”
scria ea în notele ei autobiografice.
În versurile celor două culegeri, contemporanii au intuit, în mod greșit, note autobiografice, care le-ar fi permis să vadă în ele fie un „jurnal liric”, fie un „roman liric”. În comparație cu primul volum, în Mătănii se accentuează detalierea prelucrării formelor, se adâncește abilitatea nu numai de a suferi sau de a avea compasiune pentru sufletul „obiectelor neînsuflețite”, dar și aceea de a-și însuși „neliniștile lumii”. Noua culegere demonstra că Anna Ahmatova nu mergea pe linia lărgirii tematicii abordate, că forța ei consta în înțelegerea nuanțelor și a motivărilor psihologice. Această calitate a poeziei ei s-a amplificat în cursul anilor. Înclinația Ahmatovei pentru rigurozitatea formelor, pentru restrângerea narațiunii au fost observate de unul dintre primii ei critici, Nikolai Nedobrovo. În 1915, el scria despre autoarea volumelor Seara și Mătănii:
„Abundența suferințelor poetice expuse nu reprezintă o expresie a unor scânceli pentru unele nimicuri accidentale ale vieții, ci deschide sufletul liric, caracterizat mai degrabă prin duritate decât printr-o tandrețe excesivă, mai degrabă printr-o îndârjire decât o văicăreală și, fără nici-o îndoială, printr-o determinare și nu o resemnare. ”—Nikolai Nedobrovo, 1915 
Ahmatova a apreciat foarte mult aceste observații, în care ea avea să vadă ulterior o prevestire a rolul ei viitor: al femeii care, după ce scrisese îndeosebi poezii despre nefericirile iubirii, avea să vorbească cu mândrie unui popor de peste o sută de milioane de oameni despre „anii satanici” ai terorii staliniste. 

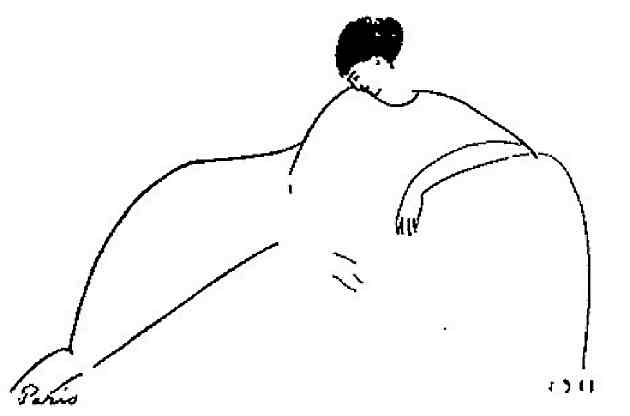
Alt portret al Annei Ahmatova de Amedeo Modigliani

După volumul Mătănii, Ahmatova ajunsese celebră. Cei mai entuziaști admiratori ai ei au fost poeți care tocmai își făceau debutul literar, cum erau Marina Țvetaeva și Boris Pasternak. Mai rezervați, însă, de asemenea, exprimându-și aprobarea pentru Ahmatova, au fost Aleksandr Blok și Valeri Briusov. În acești ani, Ahmatova ajunsese să fie privită ca fiind modelul favorit pentru mulți artiști. Pas cu pas, imaginea ei se transformă într-un simbol inalienabil al poeziei din Sankt Petersburg în perioada acmeismului.
La 28 iulie 1914 a început Primul Război Mondial și o succesiune de evenimente care au afectat profund viața Annei Ahmatova. Nikolai Gumiliov s-a înrolat într-o unitate de cavalerie de elită . Pentru curajul său în luptă, el a fost decorat de două ori cu Ordinul Sfântului Gheorghe. Relațiile dintre Anna Ahmatova și soțul ei se răciseră și fiecare dintre ei începuse să urmeze un drum diferit. Despărțirea a avut loc fără tensiuni și cei doi au rămas în relații bune. După plecarea lui Nikolai Gumiliov pe front, Аhmatova a petrecut mai multă vreme în Gubernia Tver, la moșia familiei Gumiliov din satul Slepniovo (Гумилевых Слепнёво). Aici a fost puternic impresionată de caracterul specific rusesc al locurilor, care, după ea, le punea o pecete pravoslavnică. În plus, trăind mai mult în orașe, nu făcuse până atunci cunoștință cu pădurile, cu ieșirile în aer liber. Totuși, ea nu se simțea acasă la Slepniovo, localitate pe care o numește în amintirile ei, cu oarecare afecțiune, „această vechitură plicticoasă”. La Slepniovo, Ahmatova a scris cea mai mare parte a versurilor care au fost incluse în următorul ei volum.
În anii Primului Război Mondial, Anna Ahmatova nu și-a unit glasul cu cel al poeților care încercau să se desprindă de patosul patriotic oficial, însă a reacționat mai mult la tragedia vremurilor de război, de exemplu în poeziile „Июль 1914” („Iulie 1914”), „Молитва” („Rugăciune”), „Памяти 19 июля 1914” („În amintirea zilei de 19 iulie 1914”). Încă din iulie 1914, când abia se declarase Primul Război Mondial, ea avea o presimțire că vor urma timpuri foarte grele.
| Сроки страшные близятся. Скоро Станет тесно от свежих могил. Ждите глада, и труса, и мора, И затменья небесных светил. | Se apropie un soroc teribil. În curând Se vor ridica morții din mormintele lor reci. Așteptați-vă la pârjol și la înfricoșare și la boli, Și la întunecarea luminii cerești. |
| Июль 1914 | Iulie 1914 |

Totuși, cu toate aceste presimțiri ale unor vremuri grele care aveau să vină, ea nu era deznădăjduită, ci spera într-o minune care să salveze Rusia.
| Так молюсь за Твоей литургией После стольких томительных дней, Чтобы туча над темной Россией Стала облаком в славе лучей. | Astfel mă rog în timpul liturghiei Tale Ca după zile de agonie grea Norii de furtună care întunecă Rusia Se fie risipiți de razele din slavă. |
| Молитва (1915) | Rugăciune (1915) |

În septembrie 1917 publică volumul Белая стая (Stolul alb). Volumul nu a avut același succes răsunător ca cele precedente. Stolul alb începea cu poezia „Думали, нищие мы…” („Am crezut, săraca de mine…”) compusă în 1915, în perioada primelor bătălii și a primelor pierderi de vieți omenești din perioada războiului. Încleștările lipsite de succes de pe front au dat naștere în sufletul eroinei nu la disperare, ci la o resemnare. Ca epigraf al volumului, Ahmatova a utilizat versul din poezia Mилая a lui Innokenti Annenski - „Горю и ночью дорога светла” („Durerea care mă arde, îmi luminează drumul și în bezna nopții”). Noul volum o prezenta pe Anna Ahmatova într-o lumină diferită. Viziunea este mai esoterică. Multe din poeziile din Stolul alb erau adresate direct unor cunoscuți: 17 poezii i-au fost dedicate iubitului ei din acea perioadă, Boris Antrep, un artist plastic, care era și el ofițer în armată, sau lui Nicolai Nedobrovo (sub inițialele N.V.N). Dar iubirea nu mai este o temă separată, ea devine inseparabilă de suferințele pământești, iar unele din versuri conțin imagini de o religiozitate înălțătoare. Însă noile intonații de solemnitate tristă, tonul de rugăciune, exprimând o percepere extrem de personală, au distrus imaginea stereotipă a poeziei Annei Ahmatova, pe care și-o formaseră cititorii versurilor ei anterioare. Aceste modificări au fost percepute de Osip Mandelștam, care observa:
„Strigătele de renunțare devin din ce în ce mai puternice în versurile Annei Ahmatova, iar, în prezent, poezia ei se apropie de nivelul la care poate să devină unul din simbolurile de măreție ale Rusiei. ”— Osip Mandelștam

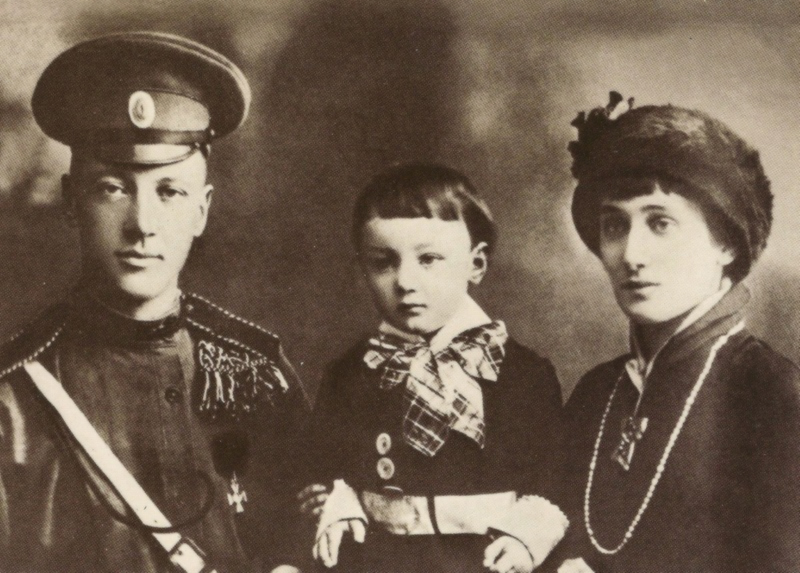
Nicolai Gumiliov, Lev Gumiliov și Anna Ahmatova la Țarskoe Selo, 1916

Volumul Stolul alb prezintă începutul transformării ei din femeia nefericită în iubire în femeia cuprinsă de sentimente mistice. Este calea pe care Anna Ahmatova o va urma în continuare, cale străjuită de pierderea multor persoane și de numeroase încercări personale, cale în care a asistat la moartea vechii Rusii, dar care, cu toate suferințele, i-a rezervat o soartă mai blândă decât cea a multor contemporani.

### Discuții despre emigrare
Începând de la jumătatea anului 1916, situația în Rusia se înrăutățise sensibil. Începutul Revoluției Ruse în februarie 1917 și abdicarea țarului Nicolae II au constituit pentru mulți intelectuali ruși un semnal de alarmă și unii dintre ei, care considerau că situația nu mai avea nici o ieșire, au început să părăsească țara. După Revoluția Socialistă din Octombrie, în 1918, a început o emigrație masivă, care a continuat mulți ani după aceea. Situația era însă confuză și existau persoane care, deși plecate în occident, s-au întors în Rusia.
În situația tensionată creată de revoluție, au apărut inevitabil discuții între cei care vedeau în emigrare unica soluție pentru supraviețuire și cei care considerau că emigrarea era o lașitate, o părăsire a patriei tocmai în momentele în care Rusia avea nevoie de toți oamenii de nădejde pentru a fi salvată. Anna Ahmatova a fost și ea prinsă în această controversă. Cele mai aprinse discuții le-a avut cu Boris Antrep, care căutase să-i arate gravitatea situației și, în același timp, să o informeze despre decizia sa de a pleca în Anglia scriindu-i
„Mie îmi place liniștea civilizației engleze, și nu delirul revoluționar sau religios. ”— Boris Antrep
De la Slepniovo ea a respins propunerile lui Antrep, considerând că aceste cuvinte erau nedemne și lăsându-l să înțeleagă că nu avea nici cea mai îndepărtată intenție de a emigra:
| Но равнодушно и спокойно Руками я замкнула слух, Чтоб этой речью недостойной Не осквернился скорбный дух. | Dar indiferentă și tăcută Îmi frâng mâinile când le aud De teamă ca aceste cuvinte nedemne Să-mi profaneze sufletul îndurerat. |
| Когда в тоске самоубийства…(1917)                                                                         | Când m-am sinucis din plictiseală”.(1917)                                                                                      |

Boris Antrep a emigrat în Anglia în 1917. El a avut ulterior prilejul de a constata că avusese dreptate să considere că rămânerea Ahmatovei în Rusia bolșevică era mult mai mult decât o imprudență. Mai târziu, el a reprezentat-o în mozaicul galeriei naționale din Londra, iar desenele sale, în care poeta era zugrăvită ca Sfânta Ana, au fost donate catedralei lui Christos Împărat în orașul irlandez Mullingar. După Boris Antrep au plecat din Rusia, una după alta, persoane care erau apropiate de Ahmatova, printre care А. Liurie și prietena ei din copilărie, O. Glebova-Sudeikina. Ahmatova s-a hotărât însă să rămână în acea Rusie „oarbă și păcătoasă”. Sentimentul de legătură cu pământul rusesc, responsabilitatea față de Rusia și față de limba rusă reveneau frecvent în dialogul ei cu „cei care și-au părăsit țara”. Spre emigranți Ahmatova se întorcea supărată:
„Nu mă alătur celor care și-au părăsit țara înainte de distrugerea dușmanilor.”
Justificările emigranților față de Ahmatova au continuat mulți ani: Roman Gul în volumul Я унес Россию („Eu m-am dezbărat de Rusia”) polemiza cu Ahmatova. La părerile lui Gul s-au raliat printre alții Georgi Adamovici și V. Frank.
Persoanele apropiate Annei Ahmatova care rămăseseră în Rusia au ajuns practic toate pe lista jertfelor terorii regimului comunist. Singurul ei fiu, Lev Gumiliov, a fost arestat de trei ori. Au fost condamnați fără nicio vină, pierduți în arhipelagul Gulag, Osip Mandelștam, Boris Pilniak profesorul de filologie Grigori Gukovski, Vladimir Nabrut, Nikolai Punin. În notele ei, publicate abia în 1962, Anna Ahmatova scria: „Soarta a distrus o întreagă generație”. Blok, Gumiliov, Hlebnikov au murit aproape simultan. Aleksei Remizov, Marina Țvetaeva, Vladislav Hodasevici au plecat peste hotare, de asemenea, Feodor Șaliapin, Mihail Cehov, Igor Stravinski, Serghei Prokofiev, jumătate din balet. Prokofiev și Țvetaeva s-au întors din exil în Uniunea Sovietică, dar dacă Prokofiev nu a suferit repercusiuni, Marina Țvetaeva a fost găsită spânzurată în apartamentul ei, imediat după ce fusese vizitată de un grup de ofițeri ai NKVD.
Sentimentele Annei Ahmatova cu privire la plecarea din Rusia sunt exprimate în poezia „Soția lui Lot”, o referire la personajul biblic îndemnat de Dumnezeu să părăsească orașul Sodoma, înainte de distrugerea acestuia drept pedeapsă pentru fărădelegile locuitorilor, analogia cu Rusia fiind evidentă. Dar soția lui Lot nu reușește să se desprindă de locul natal.
| Но громко жене говорила тревога: Не поздно, ты можешь еще посмотреть На красные башни родного Содома, На площадь, где пела, на двор, где пряла, На окна пустые высокого дома, Где милому мужу детей родила. | Dar o voce îi repeta soției lui, fără încetare: Nu-i încă prea târziu, mai e timp să privești La Sodoma, orașul tău natal, la turnurile și apele sale, La piața în care cântai, la curtea în care torceai La casa ale cărei ferestre sunt goale acum Unde ai dat naștere la două fete bărbatului iubit |
| Лотова жена (1924) | Soția lui Lot (1924) |

Soția lui Lot nu poate rezista dorinței și se întoarce pentru a arunca o ultimă privire spre orașul pe care îl iubise, iar această privire îi este fatală. Ea se transformă într-o stană de sare. Poezia Ahmatovei nu o condamnă pentru că nu a urmat ordinele pe care îngerul lui Dumnezeu i le transmisese, ci se încheie plină de înțelegere.
| Лишь сердце мое никогда не забудет Отдавшую жизнь за единственный взгляд. | Și totuși, în inima mea, sunt sigură, că nu o voi uita nicicând Pe cea care și-a dat viața numai pentru o singură privire. |

Versurile arată că Ahmatova era conștientă de unele dintre pericolele care o așteptau rămânând în Rusia. Dar cu toate acestea, dragostea ei pentru locurile în care trăise până atunci, era mai puternică. Cu toate necazurile, în viziunea ei era mai important să rămână credincioasă acestor locuri, chiar dacă, asemenea nevestei lui Lot, ar fi putut să plătească cu viața această credință.

### Activitatea poetică după Revoluția Socialistă din Octombrie

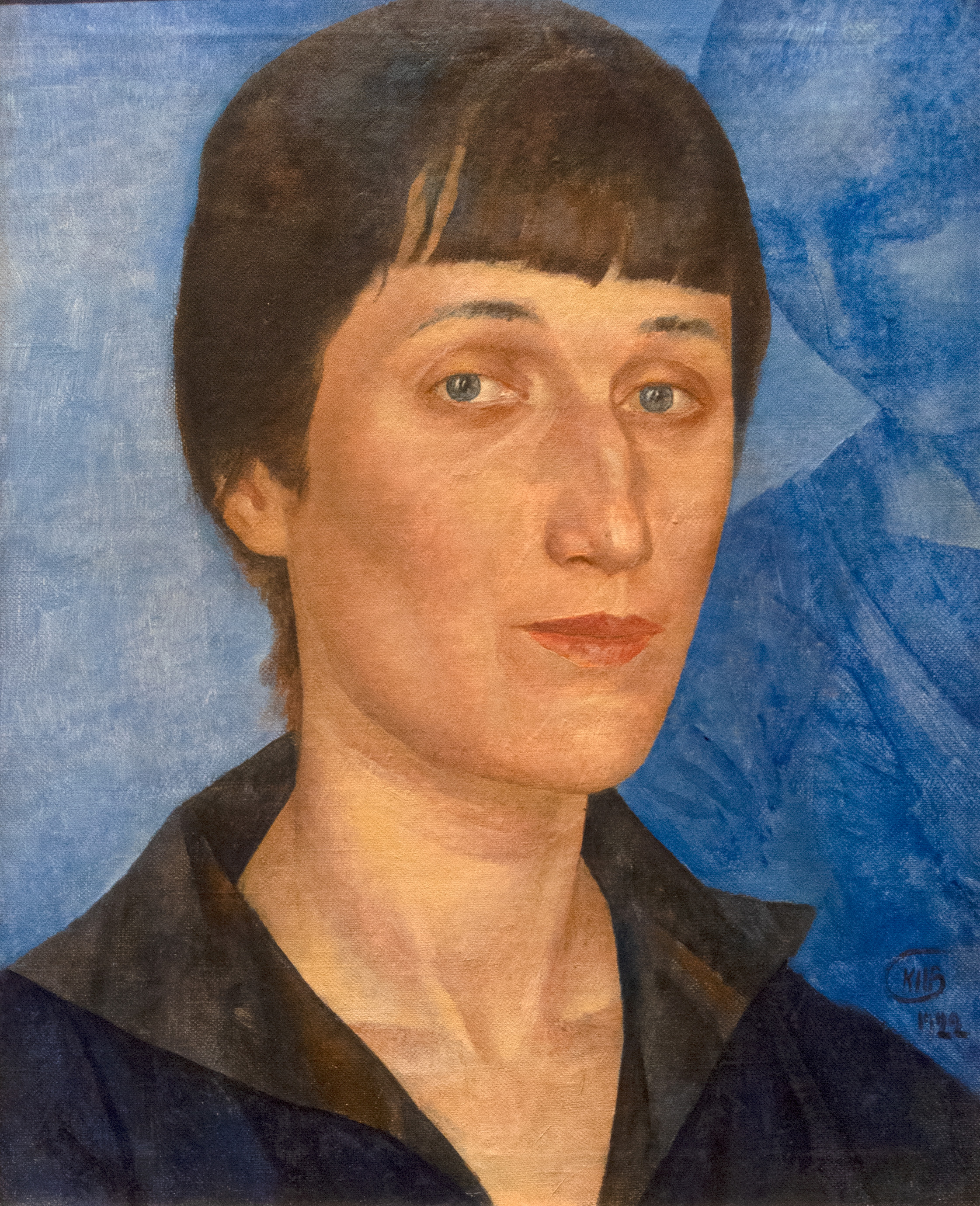
Anna Ahmatova în 1922, pictat de Kuzma Petrov-Vodkin

Între timp, întors de pe front, Nikolai Gumiliov plecase la Paris, făcând parte din corpul expediționar rus. La Paris el se îndrăgostește de o franțuzoaică de origine rusă, pentru care scrie o colecție de poeme. După Revoluția Socialistă din Octombrie, neținând seama de sfaturile prietenilor săi, Nikolai Gumiliov se întoarce în Rusia, la Petrograd, unde își reia activitățile literare. Dar atât pentru el, cât și pentru ceilalți scriitori care rămăseseră în Rusia, au urmat vremuri mai grele decât ar fi putut prevedea.
În 1918, Anna Ahmatova îi cere să divorțeze pentru a se mărita cu Vladimir Șileiko, un arheolog renumit. Personalitatea lui Șileiko, preocupat de cultura Egiptului antic, a Asiriei și Babilonului, era cu totul incompatibilă cu cea a Annei Ahmatova. Era cunoscut ca un om autoritar, neinteresat de preocupările domestice zilnice. După unele relatări, Șileiko nu o încuraja să scrie poezii și chiar i-ar fi ars unele pe care le compusese, cu scopul de a o determina să renunțe la acest obicei. Totuși, din punct de vedere intelectual exista între ei o anumită înțelegere și Șileiko a avut o influență importantă asupra Ahmatovei. Șileiko lucra în acea vreme la prima traducere a epopeii lui Ghilgameș în limba rusă, și astfel Ahmatova a venit în contact cu unele din operele pe care ea însăși le-a tradus mai târziu. Tot influenței sale i se atribuie includerea unor scurte note filozofice în creația ei. În această perioadă, Anna Ahmatova și Vladimir Șileiko se mută la Fontannîi dom (Palatul Șeremetiev) din Petrograd, casă sub acoperișul căreia Anna a trăit numeroși ani. Dar nici acestei căsătorii nu-i fu dat să dăinuie; Anna și Vladimir se despart în 1922 și divorțează în 1928.
Pe de altă parte, cu un an după divorț, Nikolai Gumiliov se însoară cu Anna Nikolaevna Engelhardt. Gumiliov era ostil față de revoluția socialistă, și își arăta public ostilitatea, prin remarci pro-monarhice sau făcând ostentativ semnul crucii. Autoritățile sovietice l-au arestat în 1921, acuzându-l de participare la un complot antirevoluționar. Acțiunea, care a căpătat denumirea de „Afacerea Taganțev”, a constituit prima înscenare a unui complot cu totul imaginar pusă la cale de GPU. Nikolai Gumiliov a fost împușcat fără să fi fost judecat și condamnat. Deși era divorțată, moartea lui a afectat-o profund pe Anna Ahmatova. Locul unde a fost înmormântat a rămas necunoscut și Ahmatova, privind la nenumăratele insulițe din delta Nevei, căuta să-și imagineze pe care dintre ele îi putea fi mormântul. Pe lângă aceasta, împușcarea fostului ei soț a influențat inevitabil viața Annei Ahmatova și a fiului ei, Lev Gumiliov, punându-le eticheta de „dușmani ai poporului”.
După Revoluția Socialistă din Octombrie, Anna Ahmatova și-a luat o slujbă de bibliotecară la Institutul agronomic din Petrograd. Editura Petropolis îi publică două volume de versuri: Подорожник (Pătlagina), ilustrat de Mstislav Dobujinski, în 1921 și Anno Domini МСМХХI în anul următor. Acesta din urmă cuprinde și o poezie despre moartea lui Nikolai Gumiliov. În ambele volume încep să apară tonul de solemnitate dureroasă și intonația profetică care se vor accentua în operele ei de mai târziu. Multora din cititorii ei, li se părea, că în noile ei versuri se oglindeau teribilele realități ale vremurilor revoluției. Astfel, în poezia „Все расхищено, предано, продано…” („Totul este furat, predat și vândut”), teama de foamete nu este doar o imagine, ci o referire concretă la foametea de care Petrogradul suferise în perioada 1918–1921.
Însă, spre deosebire de Ivan Bunin, Dmitri Merejkovski, Zinaida Gippius și alți scriitori, Ahmatova nu blestemă zgomotos Rusia căzută în mâinile diavolului: pentru Ahmatova, realitatea este o consecință tristă a unei situații nefericite dar incontrolabile care trebuie suportată, similar „Pătlaginei” care crește pe pământul sărac din nordul Rusiei. În lirica ei, Ahmatova ia notă de marile evenimente istorice din jurul ei, dar nu participă la ele. Ea caută să insufle cititorilor ei filozofia de a nu se lăsa copleșiți de înfricoșătoarele realități ale secolului XX, ci de a rezista pentru a putea trăi „după aceasta”.
Ahmatova considera că unul din elementele cheie din creația sa era de a fi glasul celor mulți, exprimând gândurile lor cele mai tainice. Numai că cetățenii din „epoca de fabricare a sufletelor” descriși în poeziile Ahmatovei nu suferă din cauza umilirilor inutile și a insultelor continue ale vieții de zi cu zi. Ei urmăresc calea biblică a strădaniei de a se purifica, în care încercările fac parte din procesul de purificare. Analizând opera Ahmatovei, filozoful V. Frank scria:
„Timpul, moartea, ispășirea – aceasta este triada în jurul căreia se rotește gândirea poetei. ”— V. Frank, filozof

### Prigoana
Valoarea poeziilor Annei Ahmatova nu împiedică autoritățile sovietice să declare că poeta avea o orientare burgheză și aristocratică, și să o condamne pentru temele poeziilor ei, pe care le vedeau restrânse la credință și la dragoste, caracterizând-o pe poetă ca fiind pe jumătate călugăriță și pe jumătate prostituată.
Din 1923 au început să apară o serie de articole critice la adresa ei, urmărind distrugerea ei ca scriitoare. Un prim articol foarte provocator a fost cel al lui Kornei Ciukovski Две России. Ахматова и Маяковский (Două Rusii: Ahmatova și Maiakovski). Articolul prezenta opoziția dintre Ahmatova, considerată o păstrătoare a culturii vechi și Vladimir Maiakovski prezentat ca un avangardist al noii arte socialiste, opoziție care îi era total defavorabilă Annei Ahmatova. Un alt articol, О Драконе и Белой птице („Despre dragon și pasărea albă”), a fost semnat de Aleksandra Kollontai și făcea o comparație între iubirea decadentă promovată de Ahmatova în poeziile ei și iubirea „tovărășească” a comuniștilor, căutând să o prezinte pe Ahmatova drept femeie imorală. Este o ironie faptul că un asemenea articol era semnat de Aleksandra Kollontai, care în multe alte ocazii se erijase în susținătoare a unirilor sexuale libere. În sfârșit, Boris Arvatov a reluat aceste idei în articolul Гражданка Ахматова и товарищ Коллонтай („Cetățeana Ahmatova și Tovarășa Kollontai”), prezentând-o pe Ahmatova în opoziție cu noul ideal al femeii comuniste. Articolul lui Boris Arvatov căuta să facă o critică obiectivă, aplicând metodele „analizei formale”, care era la modă în acea perioadă și era prezentată ca fiind o metodă științifică:
„Toată poezia Ahmatovei scoate în evidență un mod de exprimare specific, întâlnit în fiecare din volumele ei de poezii, care pun accentul pe suferințele violente, caracterizate printr-o aromă bolnăvicioasă. S-a calculat că în volumul Mătănii, Anna Ahmatova utilizează cuvântul „moarte” sau cele echivalente, de 25 de ori. Apoi mai apar: melancolie (de 7 ori), doliu (7), apatie (7), suferință, durere, tristețe, disperare, jale, greutate (de câte 6 ori), culoarea preferată a Ahmatovei este negrul iar epitetele cele mai uzuale sunt: tainic și straniu… Este de la sine înțeles că, chiar dacă ar aborda o tematică proletară, interpretarea acesteia de către Ahmatova ar avea, în mod obiectiv, un caracter decadent.”— Boris Arvatov - Cetățeana Ahmatova și Tovarășa Kollontai, 1923 
Alți autori care au scris articole critice la adresa ei au fost Valerian Obolenski, A. Selivanovski, Serghei Bobrov și chiar G. Lelevici, care publicase un panegiric al ei în 1922. Toți au demascat-o ca pe o poetă de salon, „cu o ideologie străină de noile elemente ale literaturii proletare”.
În 1925 a fost aprobată și publicată hotărârea Comitetului Central al Partidului Comunist (bolșevic) al Uniunii Sovietice Despre politica partidului în domeniul literaturii artistice, care o demasca pe Anna Ahmatova, dând o aprobare oficială articolelor critice apărute în presă. Amintindu-și de modul în care luase cunoștință de hotărârea Comitetului Central, Ahmatova scria în jurnalul ei:
„După serile mele la Moscova, în vara anului 1924, a apărat o rezoluție pentru a opri activitatea mea literară. Au interzis tipărirea lucrărilor mele în ziare și în almanahuri, m-au împins într-un amurg literar. M-am întâlnit pe Nevski Prospekt cu Marietta Șaghinian care mi-a spus: „Trebuie să fiți o persoană foarte importantă: în ceea ce vă privește a fost luată o hotărâre neobișnuită a Comitetului Central: nu o arestați, dar nici nu-i tipăriți lucrările. ”— Ахматова Анна. Из дневниковых записей, 1989 
Pentru Ahmatova, începe represiunea deceniilor 1920-30. Noile versuri nu i se mai publică, nici nu sunt retipărite versurile ei anterioare. Din 1923 până în 1935 Ahmatova aproape nu mai scrie poezii. În acești ani Ahmatova s-a ocupat de traduceri, a scris studii despre viața lui Pușkin și despre arhitectura Petersburgului. Ea s-a dedicat cercetărilor legate de viața și opera lui Pușkin: Пушкин и Невское взморье („Pușkin și litoralul Nevei”), Гибель Пушкина („Moartea lui Pușkin”), O золотом петушке („Despre Cocoșul de aur”, O каменном госте („Despre Oaspetele de piatră”) și altele. Pentru mulți ani, Pușkin a constituit pentru Ahmatova o salvare și un refugiu în fața ororilor istoriei, o personificare a normelor morale și a armoniei. Pe lângă acestea, se mai ocupă și de alte analize literare, dintre studiile ei meritând să fie relevat Oб Адольфе („Despre Adolphe al lui Benjamin Constant”)
Contrar multora dintre scriitorii sovietici care făcuseră concesii puterii, Ahmatova a dovedit forța rară de a nu ceda hipnozei de masă creată de putere, de a nu se amăgi de ideea unei „curățenii culturale”. În însemnările sale nu apar reproșuri la represaliile acelor perioade și nici aluzii la faptul că elita intelectualității din Rusia ori emigrează, ori este exterminată de autoritățile comuniste.
Din 1926 până în 1940 trăiește cu criticul de artă Nikolai Punin, fără să se căsătorească cu el. În 1935 Nikolai Punin este arestat prima oară, dar este eliberat în 1936 în urma unei cereri către Stalin semnate de Ahmatova împreună cu Mihail Bulgakov și Boris Pasternak. Tot în 1935 este arestat fiul ei Lev Gumiliov. 
În toamna anului 1935 a început să lucreze la volumul Реквием (Recviem) (1935–1940). Lucrarea conține note biografice ale acestei perioade, dar nu prezintă evenimentele ca atare, ci o analiză a sentimentelor care o măcinau pe Ahmatova, în care face analogii la situații biblice asemănătoare. Deși o operă foarte personală, volumul se pretează la generalizare, pentru că descrierile poetei sunt în fond în conformitate cu simțămintele a zeci de mii de femei în Rusia acelor vremuri. Rusia anilor 1930 este asemănată cu infernul lui Dante. Recviem ocupă un loc aparte în șirul de lucrări care au încercat să zugrăvească groaza reprimărilor totalitare din anii 1930. Аhmatova nu a intrat în lagăre, nu a fost arestată, însă timp de 13 ani a vegetat simțindu-se permanent amenințată, având sentimentul că poate fi arestată și omorâtă în orice clipă. În același timp, era permanent înfricoșată de soarta fiului ei. În Recviem nu sunt prezentate dușurile cu apă rece ca gheața sau alte brutalități ale torționarilor sovietici, nu sunt descrise infernalele realități ale arhipelagului Gulag. Dar poemul prezintă durerile întregii populații a Rusiei, ilustrate prin cozile pe care mii de oameni le făceau la porțile închisorilor în speranța de a afla o veste despre cei dragi care se găseau în spatele gratiilor sau de a putea să le transmită un mesaj sau un mic pachet cu alimente. La centrul poemului este durerea mamelor plângându-și copiii care suferă fără a avea vreo vină și deznădejdea lor neștiind dacă îi vor revedea vreodată. Este o imagine a atmosferei opresive, care dăinuia în Rusia în anii „Ejovșcinei”, teroarea declanșată de Nikolai Ejov, temutul șef al NKVD. În perioada în care în Rusia regimul comunist prognoza formarea unui nou tip de femei: femeia-tovarăș, femeia-muncitor, femeia-cetățean, Аhmatova revine la imaginea femeilor ruse care dăinuia de secole – femeia-protectoare, femeia-îndurerată, femeia-îndoliată. Iar pentru Ahmatova, imaginea acestor vremuri o constituie imaginea crucilor pătate de sânge.

Portretul Annei Ahmatova de Nathan Altman (1918)

### Perioada celui de-al Doilea Război Mondial
În mod cu totul neașteptat, la recepția în onoarea unor scriitori pe care îi decorase în 1939, Stalin a întrebat de Ahmatova ale cărei versuri îi plăceau fiicei sale Svetlana: „Dar Ahmatova unde este? De ce nu mai scrie nimic?”. În condițiile stalinismului această simplă întrebare a fost suficientă pentru a urni o întreagă succesiune de evenimente: Аhmatova a fost primită în Uniunea Scriitorilor, iar editurile au început iar să se intereseze de activitatea ei. În 1940, după o întrerupere de 17 ani, i-a apărut culegerea Из шести книг („Din șase cărți”). Ahmatova se referea la acest volum ca reprezentând „un dar al tătucului pentru fiica sa”. Din cele șase cărți menționate în titlu, primele cinci erau volumele pe care le publicase până atunci și din care se selecționaseră unele poezii; a șasea era o culegerea inedită Тростник („Stuf”), cuprinzând versuri scrise în perioada 1924–1940, pe care editura nu îndrăznise să le publice ca un volum separat. Desigur că prudența editurii era justificată: volumul a fost retras din librării peste câteva săptămâni. Stalin nu aprecia în general versurile Ahmatovei, însă se pare că una din poeziile din culegerea Stuf îi displăcuse în mod deosebit. Este adevărat că unele poezii se refereau la perioada de teroare a epurărilor staliniste, cum este poezia următoare:
| Привольем пахнет дикий мед, Пыль -- солнечным лучом, Фиалкою -- девичий рот, А золото -- ничем. Водою пахнет резеда И яблоком -- любовь, Но мы узнали навсегда, Что кровью пахнет только кровь... | Mierea sălbatică are parfumul libertății, Praful - cel al unei raze de soare, Gura unei fete un parfum de viorea, iar aurul - nu are nici un parfum. Zonele umede miros a flori de rezeda, iar merele sunt ca dragostea, Dar am aflat odată pentru totdeauna Că sângele miroase doar a sânge... |
| Привольем пахнет дикий мед,…(1934) | Mierea sălbatică are parfumul libertății..(1934) |

Poezia se termină cu imagine care face referire la Macbeth
| И шотландская королева Напрасно с узких ладоней Стирала красные брызги В душном мраке царского дома. | Și regina Scoției Își spală degeaba petele roșii împroșcate De pe palmele ei subțiri În tenebrele sufocante ale palatului regal. |

Ahmatova se folosește de Shakespeare pentru a descrie sângele vărsat de comuniști. Aluzia era suficient de evidentă pentru a atrage supărarea lui Stalin și ordinul de a retrage volumul din circulație. Motivul pentru care Stalin a cruțat-o pe Anna Ahmatova și nu a ordonat arestarea sau chiar executarea ei rămâne un mister.
Anul 1940, anul întoarcerii ei în literatură, a fost excepțional de fructuos pentru Ahmatova: a început lucrarea epică Поэма без героя (Poemul fără erou), a continuat să lucreze la poemul despre Țarskoe Selo Русский Трианон (Trianonul rusesc) și a scris numeroase alte poezii.
Începutul războiului a prins-o pe Ahmatova la Leningrad. Ea a participat la toate acțiunile de apărare pasivă: împreună cu vecinii, participa la lucrările de pregătire a clădirilor pentru condiții de război, la pregătirea adăposturilor antiaeriene, la vopsirea cu substanțe ignifuge a bârnelor aparente de pe cerdacul casei. Impresiile primelor zile ale războiului și ale blocadei le-a exprimat în poeziile Первый дальнобойный в Ленинграде („Primele clipe de război în Leningrad”) și Птицы смерти в зените стоят…, („Păsările stau moarte la zenit…”). În acele zile fatidice în care Stalin se adresa popoarelor Uniunii Sovietice cu cuvintele „Frați și surori…”, el înțelesese că trebuia să se bazeze pe patriotismul, pe credința profundă și pe bărbăția întregii populații în războiul împotriva invaziei germane. Ahmatova a obținut permisiunea de a citi la radio un apel mobilizator către femeile din Leningrad. Poeziile Клятва („Jurământ”) - 1941 și Мужество („Bărbăție”) - 1942 erau foarte cunoscute. Poezia Bărbăție a fost tipărită de ziarul Pravda și apoi retipărită de mai multe ori, fiind prezentată ca un simbol al rezistenței și al curajului.
În 1943 Ahmatova a fost decorată cu medalia „За оборону Ленинграда” („Pentru apărarea Leningradului”). La sfârșitul lui septembrie 1941, pe baza unui ordin al lui Stalin, Ahmatova a fost evacuată din casa ei, astfel încât să nu rămână în spatele liniilor inamice, și și-a petrecut următorii doi ani la Tașkent. A scris multe poezii și a continuat lucrul la poemul Поэмой без героя („Poem fără erou”). În timpul cât era evacuată la Tașkent, ea își citea poeziile soldaților răniți și a publicat în diferite reviste poezii lirice inspirate de război. O culegere a acestor poezii a apărut la Tașkent, în 1943. În 1944 se reîntoarce la Leningrad după sfârșitul blocadei. Ruinele din oraș și distrugerile pricinuite împrejurimilor o impresionează profund. Atunci descrie în proză tot ceea ce întâlnește și îi provoacă stări emoționale în lucrările В гостях у смерти („Vizitând moartea”) și Три сирени („Trei flori de liliac”). O serie de reviste și ziare au început să-i publice poeziile. Ea a început să-și citească din poezii la diferite cenacluri literare și făcea planuri pentru publicarea unei ediții noi a întregii sale opere poetice.
În anii războiului petrecuți în Tașkent, Ahmatova începe să scrie tragedia lirico-filozofică Enuma Eliș, bazată pe mitul genezei în mitologia sumeriano-babiloniană, în care intenționa să-și expună gândurile despre începutul și la sfârșitul lumii. Interesul pentru cultura sumeriană îi rămăsese probabil din legătura ei cu Vladimir Șileiko. Cu diferite întreruperi, ea a continuat să lucreze la această operă până în 1966, fără să o termine. Unele fragmente au fost publicate în 1964 în revista Новый мир, iar altele au fost incluse în volumul Scurgerea timpului. Au rămas diferite manuscrise ale acestei tragedii, din care Mihail Kralin și Valin Tomacev au publicat diferite extrase. Ulterior, cercetătorii S. A. Kovalenko și N. V. Koroleva au publicat fragmentele piesei neterminate într-o ediție adnotată.

### Represiunea din perioada postbelică
În aprilie 1946 Ahmatova a apărut în sala coloanelor în Casa Uniunilor (Дом союзов). Apariția ei pe scenă a provocat ovații prelungite, publicul aplaudând în picioare timp de 15 minute. Nu se serba doar întoarcerea Ahmatovei în lumea literară – pentru publicul din sală, ea personifica eliberarea din captivitate a cuvântului rus, a sufletului inflexibil rusesc, eliberare plătită cu milioane de vieți. Odată cu victoria s-a instalat în oameni speranța unui nou început în istoria țării.
Dar pentru partidul comunist (bolșevic) al Uniunii Sovietice, Ahmatova își jucase rolul, și ideile ei despre o renaștere a culturii și o revenire la trecutul prerevoluționar deveneau periculoase. Scurtul dezgheț de după război se termina: după „vara iluziilor” a urmat Hotărârea PC PC(b)US О журналах «Звезда» и «Ленинград» („Despre ziarele Zvezda și Leningrad”). Hotărârea a marcat „punerea la punct” a intelectualității, care în anii războiului începuse să-și exprime năzuințele spre libertatea sufletească. Hotărârea era opera lui Andrei Jdanov, secretar al Comitetului Central al Partidului Comunist (bolșevic) al Uniunii Sovietice, membru al biroului politic și coordonatorul programului lui Stalin de represiune în domeniul cultural.. Ca victime, au fost aleși Mihail Zoșcenko și Anna Ahmatova. Hotărârea Comitetul Central o demasca pentru „eroticismul ei, misticismul ei și indiferența sa politică”. Poezia ei a fost aspru criticată ca fiind „dușmănoasă față de popoarele Uniunii Sovietice”. În septembrie 1946 Ahmatova a fost exclusă din Uniunea Scriitorilor Sovietici. Întreg tirajul unui volum de poezii care era sub tipar a fost distrus și pentru mai bine de trei ani nu i s-a publicat nici o lucrare. Excluderea atrăgea după sine și revocarea dreptului la o cartelă de alimente, importantă în perioada de penurie de după război. Ahmatova a trebuit să se bazeze pe ajutorul prietenilor ei până la sfârșitul vieții. În camera ei au fost instalate aparate de ascultare, frecvent i s-au făcut perchiziții. Hotărârea a fost inclusă în programa analitică a școlilor și câteva generații de elevi au învățat că Ahmatova era o poetă decadentă.
În 1949 a fost arestat din nou Lev Gumiliov, care luptase pe front și ajunsese cu armata roșie până la Berlin. Pentru a-și salva fiul din închisorile lui Stalin, Ahmatova a scris un ciclu de poezii în care îl preaslăvea pe Stalin și sistemul comunist sovietic. Poeziile formau un ciclu denumit Cлава миру („Slavă păcii”) și au fost publicate de revista ilustrată Ogoniok (Flacăra). Au fost și alți poeți talentați care au scris asemenea panegirice printre care Konstantin Simonov, Aleksandr Tvardovski, Olga Berggolț. Această capitulare necaracteristică în fața lui Stalin era motivată de dorința ei de a-l îndupleca, determinându-l să-i elibereze fiul din exilul său în Siberia. Poemele Ahmatovei din ciclul „Slavă păcii”, al căror ton este foarte formal și cu totul diferit de celelalte scrieri ale poetei, au fost omise din edițiile publicate în U.R.S.S. după moartea lui Stalin. Încercarea ei nu a reușit și Lev Gumiliov a fost eliberat abia după moartea lui Stalin, în 1956, când Hrușciov a ajuns la putere. Tot în aceeași perioadă a fost arestat și Nikolai Punin, care însă nu a supraviețuit. El a murit la 21 august 1953, într-un lagăr din satul Abez, care făcea parte din centrul Gulag Vorkuta, din Republica Socialistă Sovietică Autonomă Komi. În acea perioadă a avut loc o importantă răscoală a deținuților din centrul Vorkuta, înăbușită în sânge de trupele Ministerului de Interne (MVD). Nu se știe dacă Punin a fost implicat în această răscoală.
Ahmatova era complet neajutorată în treburile zilnice. Îi era teamă de lucrurile tehnice, nu era în stare să oprească gramofonul, nici să pună discurile sau să aprindă gazul. Pe măsură ce îmbătrânea. aceste dificultăți se agravau. După război, de obicei mai locuia o altă femeie cu ea, care o ajuta în gospodărie. În rândul celor care i-au acordat ajutor sunt menționate Hanna Vulfovna Gorenko, cumnata Annei Ahmatova, sau Sarra Iosifovna Arens, soția lui Lev Evghenievici Arens (fratele primei soții a lui Punin, Anna Evghenevna Arens).

### Reabilitarea
După moartea lui Stalin, Anna Ahmatova a fost încet reabilitată, dar atitudinea autorităților față de ea a rămas ambivalentă. Un mic volum de versuri, precum și unele din traducerile ei au fost publicate în 1956. Ulterior au mai fost publicate diferite volume de poezii precum și studiile ei despre Pușkin. Nu a apărut însă o ediție completă a operelor ei. Lucrarea ei cea mai amplă, Поэма без героя (Poem fără erou), la care lucrase din 1940 până în 1962, a fost publicată în Uniunea Sovietică doar postum, în 1976.
Totuși era imposibil ca Ahmatova să nu fi rămas puternic marcată de toate suferințele îndurate. În 1962, după ce fusese vizitată de poetul american Robert Frost, Anna Ahmatova nota în caietul ei de amintiri lucruri pe care nu putuse să le împărtășească vizitatorului:
„Am avut parte de toate, de sărăcie, de lungile cozi la porțile închisorilor, de teamă, de poezii pe care le păstram numai în memorie și de poezii arse. Și am avut parte de umilințe și de durere. Iar tu nu ai resimțit niciodată nimic din toate acestea și nu ai fi în stare să înțelegi, chiar dacă ți le-aș spune pe toate...”— Anna Ahmatova
Sunt gânduri care reflectă separația ei totală de un occident pe care îl știe incapabil să conceapă și să priceapă drama internă profundă a unor generații întregi de intelectuali a căror vlagă și creativitate a fost distrusă de un regim represiv.
Anii următori ai vieții Ahmatovei, după întoarcerea din închisoare a fiului ei au fost relativ fericiți. Ahmatova n-a avut niciodată o casă mare - toate poeziile ei au fost scrise „pe pervazul ferestrei”, cum se exprima ea. În sfârșit, i s-a repartizat un domiciliu adecvat. A obținut posibilitatea de a publica marele volum Бег времени (Scurgerea timpului), care cuprindea poeziile pe care le scrisese timp de o jumătate de secol. Ea se hotărî să aștearnă pe hârtie poemul Реквием (Recviem), pe care îl păstrase timp de 20 de ani în memoria ei și a prietenilor ei apropiați. La începutul anilor 1960 ea a fost înconjurată de un grup de ucenici, care au umplut ultimii ei ani de fericire: în jurul ei se citeau poezii noi, se vorbea despre poezie. În cercul ucenicilor Ahmatovei au intrat Evgheni Rein, Anatoli Naiman, Dmitri Bobîșev, Iosif Brodski. Pentru ei, Ahmatova reprezenta o legătură cu trecutul anterior Revoluției din Octombrie, legătură care fusese distrusă de comuniști.
În creația ei mai târzie, cum este ciclul Шиповник цветет (Măcieșul în floare), Ahmatova  caută o reîntâlnire spirituală cu persoanele care i-au fost apropiate. Cuvântul „suflete”, care se întâlnește frecvent și în lirica mai veche a Ahmatovei, ajunge să aibă un înțeles nou: sufletele sunt eliberate, mișcarea lor nu mai este stăvilită de barierele de pe pământ și ele nu mai sunt silite să dăinuie într-un singur compartiment al timpului. Printre temele care revin în această perioadă sunt întâlnirea cu „spiritele dragi care s-au întors din trecut”, iubirile providențiale care nu se întâlnesc pe pământ și înțelegerea tainelor existenței.
Timp de 22 ani Ahmatova a lucrat la finalizarea lucrării Поэма без героя (Poem fără erou). Poemul a început în 1913 – cu surse în tragediile rusești și mondiale. Volumul este o lucrare complexă, care constituie o puternică sinteză lirică a filozofiei ei și o afirmare a sensului vieții și al creației ei poetice. Lucrarea este inspirată de poemul Evgheni Oneghin al lui Aleksandr Pușkin. Și în acest poem este prezentă vibrația timpului, însă la Ahmatova este o vibrație care se simte, dar care este abia auzită, neavând greutatea sonoră a pașilor comandorului din poemul lui Pușkin. Deoarece principalul personaj al poemului este timpul, poemul rămâne fără erou. Însă pe alt plan Poemul fără erou este o reflecție filozofico-etică despre drumul cosmic al sufletului, despre triunghiul teozofic „Dumnezeu – timp – om”.
În 1964 i s-a decernat Premiul Aetna-Taormina, un premiu internațional de poezie decernat în Italia. În 1965 i se decernează premiul de doctor honoris causa de către Universitatea Oxford din Regatul Unit. În condițiile relativului dezgheț din perioada lui Nikita Hrușciov, autoritățile sovietice i-au acordat permisiunea de a se deplasa pentru a-și primi premiile; era prima oară când Anna Ahmatova părăsea Rusia, după 1912.
În 1964, la vârsta de 74 de ani, Anna Ahmatova a fost aleasă președinte al Uniunii Scriitorilor din Uniunea Sovietică
Anna Ahmatova a murit cu doi ani mai târziu, în sanatoriul Domodedovo, lângă Moscova, la 5 martie 1966. A fost înmormântată la Komarovo, în apropiere de Leningrad (azi Sankt Petersburg).

## Universul poetic

### Veacul de argint
„Серебряный век” („Veacul de argint”) este un termen prin care specialiștii în istoria literaturii ruse se referă la primele două decenii ale secolului XX. A fost o perioadă deosebit de creativă în poezia rusă, pe care specialiștii o apreciază ca echivalentă cu „epoca de aur” care apăruse cu un secol înainte.
Deși cei mai mulți experți consideră că începutul real al acestei epoci este determinat de apariția în 1904 a volumului de poezii Стихи о Прекрасной Даме (Versuri pentru o femeie frumoasă) al lui Aleksandr Blok, unii cercetători au extins perioada astfel încât să includă și alte lucrări cum sunt При свете совести (În lumina conștiinței) publicată de Nikolai Minski în 1890, tratatul О причинах упадка современной русский литературы (Despre motivele decăderii literaturii contemporane ruse), publicată de Dmitri Merejkovski în 1893, și culegerea Русские символисты (Simboliști ruși), publicată de Valeri Briusov în 1899, deși acești autori sunt de cele mai multe ori considerați precursori ai veacului de argint. Veacul de argint s-a terminat după războiul civil din Uniunea Sovietică. Elementele care marchează sfârșitul acestei ere sunt împușcarea lui Nikolai Gumiliov în 1921 și apariția volumului lui Boris Pasternak Сестра моя - жизнь (Sora mea este viața).
Deși veacul de argint a fost dominat de mișcări literare ca simbolismul rus, acmeismul și futurismul rus, au înflorit o multitudine de alte curente, printre care anarhismul mistic. Au fost și poeți ca Ivan Bunin și Marina Țvetaeva care au refuzat să se alinieze cu oricare din aceste mișcări. Poetul Aleksandr Blok a dominat veacul de argint, fiind respectat practic de întreaga lume literară. Dintre ceilalți poeți care și-au început cariera în această perioadă, deși au lucrat pentru mulți ani după aceea, cei mai remarcabili sunt Anna Ahmatova, Boris Pasternak și Osip Mandelștam.

### Acmeismul
La începutul secolului XX, în lumea literară din Rusia apare o grupare nouă, care, inițial, era apropiată de mișcarea simbolistă. Grupul se aduna în apartamentul poetului Viaceslav Ivanov. Inițial, grupul se numea Turnul (Башня), dar își schimbă, ulterior, denumirea în Cercul tinerilor.
În 1909 „tinerii” își propun să se constituie într-un club care să promoveze opoziția împotriva simbolismului. Ei au dat acestui nou curent numele de acmeism, de la cuvântul grec άχμή, definind cea mai fecundă vârstă a omului.
Acmeismul a fost influențat de poezia lui Innokenti Annenski, care fusese un mentor al multora dintre poeții asociați cu această mișcare. Reflectând părerea unanimă a poeților acmeiști, Nikolai Gumiliov îl numea pe Annenski „stegarul căutătorilor de drumuri noi”. Innokenti Annenski a murit însă înainte ca grupul acmeist să ia ființă. De la acești colegi mai în vârstă, noua generație își propunea să învețe doar tehnica versificării, dar respingea utopismul lor. Acmeiștii propovăduiau un ideal de claritate apolinică (de aici și numele revistei lor Apollo) în contrast cu frenezia dionisiacă a simboliștilor. Cei mai activi dintre ei s-au dovedit a fi Serghei Gorodețki, Viaceslav Ivanov, Maksimilian Voloșin precum și Anna Ahmatova. Poeta americană Jane Kenyon, o traducătoare a poeziilor Annei Ahmatova, explică viziunea acmeismului în modul următor: acmeiștii consideră că „un trandafir este frumos prin el însuși, nu pentru că simbolizează ceva”. 
Grupul acesta de tineri organiza cursuri pentru studiul prozodiei și al diferitor tehnici moderniste. Studiile și experimentele încep să fie practicate la noul sediu al redacției revistei „Apollo”. Școala de poezie capătă denumirea de Academia poetică. În 1911 Academia se transformă în gruparea Atelierul poeților. Conducători ai Atelierului devin doi poeți din generația de după simbolism: Nicolai Gumiliov si Serghei Gorodețki. Alți membri de vază ai grupului erau Osip Mandelștam, Mihail Zenkevici și Vladimir Narbut. Anna Ahmatova era și ea foarte activă în cadrul grupului, unde prietenii o porecliseră regina de pe Neva, pentru manierele ei aristocratice, sau sufletul veacului de argint.
Poezia Annei Ahmatova a fost imitată de multe femei din perioada respectivă, existând o tendință de a scrie poezii à la Ahmatova. Acest gen de poezie a fost ulterior parodiat de Vladimir Nabokov și alții. Însăși Ahmatova a exclamat: Am învățat femeile noastre cum să se exprime, dar acum nu mai știu cum să le fac să tacă.

Coperta unui volum de poezii ale Annei Ahmatova

Denumirea grupării se schimbă apoi în Acmeism. Dintre membrii fostului Atelier rămâne doar un grup de poeți care se numesc între ei acmeiști, ceilalți membri fiind marginalizați. Teoreticienii mișcării considerau că lupta dintre acmeism si simbolism este înainte de toate o confruntare pentru acea lume frumoasă, sonoră, care are forme, greutate și timp. Acmeiștii apreciau că atitudinea față de realitate, așa cum a fost promovată de simboliști, dusese la pierderea gustului pentru autenticitate. Cei mai importanți în mișcare rămân Nikolai Gumiliov, Osip Mandelștam și Anna Ahmatova. O altă direcție a teoriei literare acmeiste este propovăduirea receptării telurice, ceea ce a dus la apariția unei noi denumiri – Adamism, programul fiind definit de poezia lui Serghei Gorodețki – Adam. În epoca apariției futurismului, care se revoltă împotriva tradițiilor, acmeismul se pronunță pentru păstrarea valorilor culturale pentru că, pentru reprezentanții lui, cultura era memoria omenirii. Așa se explică de ce creația Annei Ahmatova se distinge încă de la început printr-o legătură organică cu tradițiile clasicilor ruși. Mai târziu, când ea se va orienta spre căutări psihologice și etice, această legătură se va accentua.
În Stolul alb se poate distinge o nouă componentă a acmeismului: Ahmatova a inițiat „o scufundare netă” în sfera exprimărilor succinte. Аhmatova numea simbolismul un „fenomen al secolului XIX”. Numai că, începând din 1914, poezia ei a intrat într-o „zonă tainică, întunecoasă”, adâncindu-se tot mai mult în domeniul sufletesc, în partea intuitivă. Drumul obiectivității imagistice s-a dovedit străin acmeiștilor: Gumiliov, Аhmatova, Маndelștam au păstrat adevărul ideii unei arte înalte, mistice în esența ei.

### Poezia de dragoste a Annei Ahmatova
Tiparele poeziei Annei Ahmatova sunt tipic rusești. Ea urmează chiar din primii ani ai creației sale linia trasată de Pușkin, pe care îl admira în mod deosebit. Imaginile îi sunt clare, precise și concise. Cuvintele sunt alese cu grijă, detaliul joacă un rol esențial în încercarea de a se apropia de marele poet rus. Întreaga creație promovată de Ana Ahmatova dă naștere unei literaturi sănătoase, puternice, pornind de la izvoarele tradiționale, la care se adaugă o frumusețe feminină care prin tonicitatea ei dovedește romantism, un romantism din care toate stările morbide sunt sublimate.
În toată creația ei, Anna Ahmatova caută să prezinte un punct de vedere feminin. Este o viziune generalizată, ea nu vorbește nici despre ea însăși, nici despre o femeie anume, ci zugrăvește o femeie universală aflată în lumi particulare. În poeziile ei de dragoste, imaginile nu provin din experiențe personale, din întâmplări trăite, totul vine de la o puternică fascinație a poetei, dintr-o cultură a erosului. Ea mizează, în versurile sale, pe senzorialitate. Simțurile ei nu percep doar atmosfera generală care o înconjoară, ci și micile detalii ale lumii, obiectele cele mai disparate. Poeta absoarbe materialitatea și o traduce în gând poetic. Anna Ahmatova prezintă evoluția feminității, de la vârsta candorii la cea a femeii îndrăgostite. La Ahmatova se percepe în permanență o conjuncție între imaginarul nocturn și cel diurn. Dizolvarea ființei se face prin agresiunea temporală. Alteori, convulsia erotică se preschimbă în ceremonial. Libertatea combinațiilor în sintagme, timbrul nostalgic ne conduc spre o poezie în care sunetul liric este greu de redat în altă limbă:
| Не будем пить из одного стакана Ни воду мы, ни сладкое вино, Не поцелуемся мы утром рано, А ввечеру не поглядим в окно. Ты дышишь солнцем, я дышу луною, Но живы мы любовию одною. | Noi nu vom bea dintr-un pahar vreodată Nici dulce vin, nici apă de izvor. Săruturi n-om schimba în zori; o dată Nu vom privi amurgu-odihnitor. Ți-e aer soarele, și mie luna, Dar dragostea ce-o respirăm e una. |
| Не будем пить из одного стакана... (1913) | Noi nu vom bea dintr-un pahar vreodată ...(1913) Traducere de Madeleine Fortunescu |

Opera Annei Ahmatova pare să nu fi cunoscut ani de ucenicie. Îndată după volumul Seara, ea își abordează subiectele cu maturitate și prezintă întreaga gamă a ipostazelor de femeie–poet. Poeziile ei de dragoste prezintă rareori dragostea ca un sentiment care aduce fericirea.
| Я улыбаться перестала, Морозный ветер губы студит, Одной надеждой меньше стало, Одною песней больше будет. И эту песню я невольно Отдам на смех и поруганье, Затем что нестерпимо больно Душе любовное молчанье. | Am și uitat cum se zâmbește, De ger, mi-s buzele de iască. Murit-a încă o nădejde, Un cântec nou o să se nască. Un cântec care, fără voie, Îmi va porni spre judecată... Iubirea, însa, n-are voie, Când știe a cânta, să tacă. |
| Я улыбаться перестала...(1915) | Am și uitat cum se zâmbește...(1915) Traducere de Madeleine Fortunescu |

A fi îndrăgostit pare să fie o situație nepermanentă terminată prin despărțiri de persoana iubită. Simțămintele generate de despărțire revin mereu în lirica ei, astfel încât ea pune accentul pe durerile pe care le poate provoca dragostea. Cel mai dureros sentiment, cel al despărțirii, palpită în nedumerire și întrebări fără răspuns:
| Между кленов шепот осенний Попросил: "Со мною умри! Я обманут моей унылой, Переменчивой, злой судьбой. Я ответила: Милый, милый! И я тоже. Умру с тобой... Эта песня последней встречи. Я взглянула на темный дом. Только в спальне горели свечи Равнодушно-желтым огнем | „Hai, mori cu mine!” toamna-mi spune Ținându-mi calea sub un tei. „Ursitele mi-au fost haine, Și mă-nșelară zi de zi...” Răspuns-am tristă: „Și pe mine! Cu tine-odată voi muri”. Aceasta-i ultima cântare. Priveam spre casa de cândva - Gălbuie și nepăsătoare Lumina-n dormitor ardea. |
| Песня Последней Встречи (1911) | Cântecul ultimei întâlniri (1911) Traducere de Madeleine Fortunescu |

Poeta reușește să-și estompeze gândul că iubitul ei se află în preajma altor femei, pe care le numește gâsculițe:
| Дай ей хранить мои портреты,— Ведь так любезны женихи! А этим дурочкам нужней Сознанье полное победы, | Portretele-mi de ieri dă-i în păstrare Dă-i stihurile toate să le-adune. Gâsculițelor acestea li-i mai caldă Ambiția victoriei depline. |
| Я не любви твоей прошу...(1914)                                                                       | Nu dragostea și-o cer...(1914) |

În multe poeme, Anna Ahmatova speră revenirea iubitului, pe care îl așteaptă cu stoicism.
| А скорбных скрипок голоса Поют за стелющимся дымом: "Благослови же небеса - Ты в первый раз одна с любимым, | Tristele acorduri de vioară Cântă peste fumul care-apune Slavă cerului că pentru-ntâia oară Ești, cu iubitul, singură în lume. |
| Вечером (1913)                                                                                              | Într-o seară (1913) |

Eul liric feminin nu condamnă celălalt sex, chiar dacă acesta i-a adus suferințe. Tema bărbatului ține de nostalgie, și nu de obsesie. Ahmatova, totuși, nu se limitează la sfera iubirii. Ea recurge la percepția de poet și cetățean, fiind prima poetă care își dezvăluie drumul tragic, anunțat încă din poezia „Muzei”, Музе (Муза-сестра заглянула в лицо...), scrisă în 1911:
| Муза-сестра заглянула в лицо, Bзгляд ее ясен и ярок. И отняла золотое кольцо, Первый весенний подарок. Муза! ты видишь, как счастливы все — Девушки, женщины, вдовы... Лучше погибну на колесе, Только не эти оковы. | Sora-muză m-a privit în față, Ochiul ei străluce și e clar Ea-mi răpi inelul, ca o hoață, Cel de aur – primul vieții-mi dar. Fete crude, văduve, neveste – Vezi tu, muză, ce ferice-s toți … Decât roabă-n lanțurile-aceste Tras-aș vrea, v-o jur, a fi pe roți. |
| Музе (1911) | Muzei (1911) |

De asemenea, în 1924, în poezia Муза (Muza), ea accentua același motiv.
În continuare, Anna Ahmatova explorează alte sentimente decât cele ale iubirii, dar totdeauna prezentate din punctul de vedere al femeii și totdeauna relevând o soartă tragică a acesteia. Pentru Ahmatova, femeia pare destinată să sufere și ea însăși își arogă rolul de purtătoare de cuvânt a tuturor femeilor, generalizând această soartă tragică a femeilor.

### Nostalgia trecutului
Existența Аhmatovei acoperă perioada de la începutul secolului XX până în anii 1960. Soarta ei a fost să prezinte o mărturie autentică a unei lumi răsturnate, a cruzimii nemaiîntâlnite a evenimentelor secolului XX: două războaie mondiale, revoluția, teroarea stalinistă, blocada Leningradului. Sub ochii Ahmatovei a dispărut în neființă o epocă întreagă, a încetat existența Rusiei tihnite dinainte de război și de revoluție.
„În fond, nimeni nu știe în ce epocă trăiește. Așa și noi nu știam, la începutul anilor 1910 că trăim în ajunul primului război mondial și al revoluției. ”— Anna Ahmatova
scria ea în notele ei autobiografice.
Istoria fericită a acelei Rusii, pe care o cunoscuse Ahmatova în tinerețe, nu a continuat. «Нам возвращаться некуда», „Nu ne-am întors nicăieri” spunea ea despre lumea anilor 1910. Cu toate aceste frânturi tragice, Ahmatova apare ca un simbol viu al continuității vremurilor, ieșind în evidență ca o păstrătoare a acelei culturi pierdute, сare unește poezia rusă din secolele XIX și XX. Ea a coborât în permanență în străfundurile amintirilor și în creația ei capătă viață epoca prerevoluționară, în care s-au îndeplinit marilor năzuințe ale capitalei de pe malurile Nevei. Însă poezia Ahmatovei nu s-a limitat la descrierea perioadei prerevoluționare ca un paradis pierdut, din care refuza să se desprindă; ea însăși s-a împotrivit în mod repetat încercărilor „de a fi zidită în anii 1910”. Versurile arătau că ea nu era legată de vremuri, de evenimentele din jurul ei.

### Scurgerea timpului
În ultimele decenii ale vieții, Ahmatova s-a ocupat de tema timpului, de scurgerea lui. „Куда девается время?” – „Unde rămâne timpul?”, era problema care o preocupa puternic pe poetă, gândindu-se la Rusia dinainte de Revoluție.
| Что войны, что чума? – конец им виден скорый, Им приговор почти произнесен. Но кто нас защитит от ужаса, который Был бегом времени когда-то наречен? | Ce este războiul, ce este ciuma, Ele se termină repede Și ele sunt practic condamnate. Dar cine ne poate proteja de oroarea care a fost scurgerea timpului când acestea au loc. |
| Бег времени (1961) | Scurgerea timpului (1961) |

Aceste sentimente filozofice nu au fost înțelese de mulți dintre contemporanii ei, care erau obsedați de caracterul sângeros al trecutului recent. Astfel, Nadejda Mandelștam o acuza pe Ahmatova că se desprinde de realitate și că are o atitudine conciliatoare bătrânească față de trecut. Dar Nadejda Mandelștam era o scriitoare de mică anvergură, care își baza notorietatea mai mult pe memoria soțului ei, poetul Osip Mandelștam, care murise în închisoare, decât pe valoarea propriilor producții. Însă versurile ulterioare ale Ahmatovei demonstrează că nu vorbea despre o atitudine conciliantă. După Ahmatova însă, trecutul avusese un efect mai profund decât distrugerea unor vieți, oricât de tragică ar fi fost această distrugere. Era vorba de distrugerea unui mod de gândire, de distrugerea unor concepții care nu mai erau transmise generației următoare, era vorba de ruperea unei continuități în scurgerea timpului. Și astfel considerentele Annei Ahmatova asupra continuității și discontinuității timpului scot în evidență caracteristica fundamentală a poeziei ei: înțelegerea priorității forțelor tainice asupra aparențelor materialiste ale lumii, descoperirea elementelor cerești în lucrurile pământești.

### Religiozitatea
Credința ei religioasă apare încă din perioada volumului Stolul alb, însă devine mult mai puternică în operele ei ulterioare, când căuta în credință puterea de a rezista încercărilor la care era supusă.
În mai 1922, când începuseră prigonirile cu caracter religios, Ahmatova a vizitat Optina Pustîn, unul din cele mai venerate lăcașe de cult din Rusia, având îndelungi conversații cu starețul Nectarie. Pe linie maternă Ahmatova era înrudită cu Nikolai Motovilov, slujitorul mirean al sfântului Serafim Sarovski, care ctitorise mânăstirea. Această întrevedere a avut într-adevăr o mare influență asupra Annei Ahmatova care, printre altele, căuta să pătrundă sensul profund al noțiunilor de ispășire și izbăvire.
Dintre lucrările Ahmatovei, cea care scoate cel mai mult în evidență religiozitatea ei este Реквием (Recviem) un ciclu de zece poeme, care constituie un monument literar dedicat victimelor terorii staliniste. Primele poeme ale acestui volum au fost scrise în 1935, iar majoritatea lor probabil în 1938 - 1940. Prefața în proză a fost adăugată în 1958. Lucrarea a fost publicată întâi la München (Germania), în 1963. În Uniunea Sovietică lucrarea a fost publicată abia în 1987. Primele poeme se referă la arestarea lui Nicolai Punin și a altor prieteni apropiați în 1935. Dar cele mai multe poeme îi descriu agonia din perioada celei de a doua arestări a fiului ei, Lev Gumiliov. Ultimul poem al ciclului trece de la Rusia contemporană la scena Răstignirii lui Christos. Scena nu se concentrează asupra crucii, nici măcar nu zugrăvește crucea, ci descrie doar cele câteva femei care plâng la piciorul crucii. Iar strigătele de jale de la baza crucii par să se unească cu strigătele celor care au suferit pierderi ale unor persoane apropiate în perioada represiunii staliniste. Este în mod specific durerea femeilor, care, ca și Ahmatova erau nevoite să stea în lungi cozi în fața zidurilor închisorilor, așteptând răbdătoare, dar cu un simțământ de suferință extremă și de neputință, sperând să reușească să trimită fiilor, soților sau iubiților lor, aflați dincolo de ziduri o bucată de pâine sau poate chiar un scurt bilețel.

### Dragostea de țară
Dragostea de țară revine în multe din poeziile Annei Ahmatova, însă se resimte mai puternic în perioadele celor două războaie mondiale. La Ahmatova nu este vorba despre un patriotism lăudăros, ci de o dragoste profundă și indestructibilă. La ea există o legătură indisolubilă între cuvintele patrie (родина) și natal (родная). Ea se considera un produs al pământului pe care s-a născut, și că, asemenea unei plante, trebuie să crească și să moară pe acest pământ, închizând circuitul materiei în natură. Deși a suferit mult, Ahmatova nu a găsit niciodată Rusia ca vinovată pentru suferințele pe care le avea de îndurat pe pământul ei. Pentru ea, Rusia exista în afara sistemelor politice care îi dirijau soarta.
Dar această dragoste este o dragoste tristă. Ea aduce suferințe, și singura bucurie este cea de a-ți îndeplini datoria față de țara natală. Amintindu-și de începutul primului război mondial, ea scria;
| Мы на сто лет состарились, и это Тогда случилось в час один: Короткое уже кончалось лето, Дымилось тело вспаханных равнин. Вдруг запестрела тихая дорога, Плач полетел, серебряно звеня... Закрыв лицо, я умоляла бога До первой битвы умертвить меня. | Cu-n veac îmbătrânit – și totul Atunci se-ntâmpla, la ceasul anume: Vara-și proptise-n moartea ei cotul, Arate – aburea câmpii fără nume. Deodată de oameni drumul calm s-a umplut, Un bocet ce sunet de-argint năvălise.. Cu fața–n palme la cer am cerut Să mor înaintea năpastei trimise. |
| Памяти 19 Июля 1914 | In amintirea lui 19 iulie 1914 |

Indiferent însă de greșelile care au fost făcute, acestea trebuie trecute cu vederea, pentru Ahmatova prima datorie este cea față de țară, suferințele sunt o pedeapsă divină mai degrabă decât rezultatul unor erori umane și izbăvirea urmează să vină în mod providențial.
| Ты говоришь, моя страна грешна, А я скажу – твоя страна безбожна, Пускай на нас еще лежит вина, Все искупить и все исправить можно. | Tu ai spus că țara mea greșește iar eu spun că-i fără Dumnezeu Dar chiar dacă e vina noastră totul poate fi ispășit și îndreptat. |

La 21 ianuarie 1917, Ahmatova a citit aceste rânduri la spectacolul О России („Despre Rusia”), căutând, opunându-se indiferenței unora și rușinii altora față de situația de pe front, să insufle ascultătorilor un sentiment de speranță în izbăvirea care va urma ispășirii din prezent. Viziunea ei era probabil idealistă, având în vedere că, la doar câteva săptămâni de la citirea acestor versuri, începea revoluția rusă care nu era izbăvirea la care poeta se gândea.
Dar sentimentele ei de dragoste față de pământul natal nu au fost zguduite de regimul sovietic, și la începutul celui de-al doilea război mondial ea a căutat să se implice activ în apărarea patriei. Ahmatova mai considera că cultura rusă era un rod al pământului și de aceea, apărându-se pământul se apăra și cultura, însăși ființa Rusiei. Această identificare a pământului cu ființa Rusiei a avut o rezonanță puternică în păturile largi ale populației. Poezia „Bărbăție” republicată de atâtea ori în timpul războiului ilustrează tocmai acest sentiment:
| Мы знаем, что ныне лежит на весах И что совершается ныне. Час мужества пробил на наших часах, И мужество нас не покинет. Не страшно под пулями мертвыми лечь, Не горько остаться без крова, И мы сохраним тебя, русская речь, Великое русское слово. | Știm, că astăzi suntem striviți de greutăți Și de tot ceea ce se întâmplă în prezent. Vremea noatră este vremea bărbăției Și bărbăția nu ne părăsește Nu este o nenorocire să cazi doborît de gloanțe Nu este o soartă amară să-ți verși tot sângele Când o facem ca să te apărăm, gândire rusă Măreață cultură rusă |
| Мужество (1941) | Bărbăție (1941) |

Versurile Ahmatovei din perioada războiului nu prezintă imagini ale eroismului de pe front, ci grijile înscrise pe fața femeilor care rămăseseră în spatele frontului, pe când soții și fiii lor se luptau. Dar în poeziile Ahmatovei, aceste griji se contopeau cu o dârzenie, cu un simț al datoriei. Boris Pasternak scria:
„Apare straniu ca Ahmatova să fie descrisă ca poet al războiului. Însă predominanța furtunilor, care a început în atmosfera specifică secolului, a transferat în creația ei un accent de conștiință cetățenească. ”—Boris Pasternak
Chiar bucuria victoriei este atenuată de jalea provocată de dispariția atâtor persoane dragi. Descrierea Annei Ahmatova nu este cea a armatei victorioase defilând prin Piața Roșie, ci cea a văduvelor care plâng pe mormintele celor căzuți.
| И в День Победы, нежный и туманный, Когда заря, как зарево, красна, Вдовою у могилы безымянной Хлопочет запоздалая весна. Она с колен подняться не спешит, Дохнет на почку, и траву погладит | De Ziua Victoriei, în cețuri și brume, Când zorii se-mbracă –n purpurie carapace, Ca o văduvă la un mormânt fără nume, Zăbovind –primavăra de lucru își face. N-are zor, din genunchi, sa se-nalțe curând, Sufla-va în muguri si-o să mângâie iarba… |
| Памяти друга (1945) | În amintirea unui prieten (1945) |

Din momentul începerii conflictelor până în momentul victoriei, dragostea pentru pământul țării este o dragoste tragică.

### Ana Ahmatova și orașulSankt Petersburg
Ahmatova a fost foarte legată de Sankt Petersburg. Încă din poeziile scrise în 1915 își exprimase clar dragostea și credința pentru acest oraș, a cărui soartă o considera legată indisolubil de soarta Rusiei. Dar Leningradul, a doua capitală neoficială, a fost considerat în perioada terorii staliniste a fi o pepinieră a mentalității vechii intelectualități și a fost desemnat de factură „troțkist-zinovievistă”. Soarta Leningradului a fost determinată de ideologia puterii totalitare: un singur șef, o singură capitală. Fiind legat de nume care nu-i plăceau lui Stalin, în mod special de cele ale lui Serghei Kirov și Grigori Zinoviev, orașul a căzut în dizgrație. După moartea lui Kirov la 1 decembrie 1934 Leningradul a cunoscut un val puternic de epurări și evacuări. Războiul nu a ameliorat situația. Au fost localnici care considerau, mai mult sau mai puțin deschis, că suferințele din perioada blocadei Leningradului, erau în mare parte datorate lui Stalin, care nu alocase suficiente resurse pentru deblocarea orașului, tocmai din cauza aversiunii pe care o avea pentru oraș. Un nou val de represalii s-a abătut asupra orașului, pentru stârpirea devierilor ideologice și pentru reprimarea recalcitranților, care criticau modul în care autoritățile trataseră blocada orașului. În aceste condiții multe personalități culturale și artistice s-au mutat din Leningrad la Moscova: Kornei Ciukovski, Samuil Marșak, Galina Ulanova, Dmitri Șostakovici s-au mutat în capitală. Аhmatova a rămas în orașul pe care îl iubea.

## Activitatea de traducător
Anna Ahmatova a tradus din operele a 150 de poeți din 78 de limbi, ceea ce reprezintă un total de aproximativ 20.000 versuri. După cum afirmă persoane pe care Ahmatova le-a cunoscut personal, ea nu aprecia deloc activitatea de traducător. Cu toate acestea, ea a avut o prodigioasă activitate de traducătoare în vremurile în care propriile lucrări lirice nu erau tipărite. În timpul vieții Annei Ahmatova au fost tipărite numeroase culegeri ale traducerilor ei dintre care cele mai însemnate sunt: Корейская классическая поэзия (Din poezia clasică coreeană) - (1956), Китайская классическая поэзия (Poezia clasică chineză) - (1956), Лирика древнево Египта (Poezia Egiptului antic) - (1965) și Голоса поетов (Glasul poeților) - (1965). Mulți literați, printre care și autorități în domeniul traducerilor poetice, ca Mihail Lozinski au relevat calitatea cu totul deosebită a traducerilor ei.

## Moștenirea Annei Ahmatova

### Reeditări postume
În 1976 apare la Leningrad volumul Стихотворения и поэмы („Versuri și poeme”), prima ediție postumă aproape completă, ilustrată și comentată științific, a operei sale poetice, ediție îngrijită de academicianul Viktor Jirmunski). În afară de tirajele obișnuite, au fost tipărite și o serie de ediții îngrijite, cu studii introductive și analize critice.

### Muzee și case memoriale

Mormântul Annei Ahmatova din Komarovo

- La „Fontannîi dom”, fostul palat Șeremetevski din Sankt Petersburg, în casa în care Anna Ahmatova a trăit timp de 30 de ani, există în prezent un muzeu memorial al poetei. Despre această casă și grădina din jur, pe care ea le considera „magice”, Anna Ahmatova afirma: „сюда приходят тени петербуржской истории” („Aici dăinuie umbrele istoriei orașului Sankt Petersburg”. Muzeul Annei Ahmatova din Fontannîi dom, deschis în 1989, este așezat în aripa dinspre grădină a casei, unde a trăit Nikolai Punin. În expoziție sunt expuse portrete ale Annei Ahmatova pictate de Zinaida Serebriakova, Kuzma Petrov-Vodkin (schițe), Nikolai Tîrsa, Aleksandr Tîșler, hainele ei și alte obiecte personale, printre care pieptenele pe care i-l dăruise Nikolai Gumiliov, evantaiul pe care i-l adusese Nikolai Punin din Japonia, flacoane de sticlă de Murano), cărți cu autografe, manuscrise.
- Muzeul municipal „Анна Ахматова. Серебряный Век” (Anna Ahmatove - Veacul de Argint) din Sankt Petersburg, este dedicat creației Annei Ahmatova, a lui Nikolai Gumiliov și a lui Lev Gumiliov.
- Colecția particulară Serghei Dmitrevici Umnikov. Locuitor al orașului Pușkin, el și-a donat colecția orașului, prin testament. Muzeul se află la etajul 3 al fostului Gimnaziu Marinski (unde a învățat Anna Ahmatova), azi Gimnaziul de Arte din Țarskoe Selo.
- Din anul 2000 există la Tașkent un club-muzeu al Annei Ahmatova din palatul Mangalocii.
- La Komarovo, suburbia de lângă Leningrad unde Anna Ahmatova a trăit timp de mai multe veri într-o mică dacea de lemn, cu două camere, a fost amenajată o casă memorială.[34]
- În 1989 s-a deschis la Sloboda Șelihovskaia raionul Hmelnițki din Ucraina muzeul memorial literar Anna Ahmatova. Poeta stătea deseori aici la mătușa ei, Anna Erazmovna Vakar.

### Monumente și statui ale Annei Ahmatova
- La Sankt Petersburg, în clădirea Facultății de Filologie a Universității de Stat
- La Sankt Petersburg, în grădina de lângă Gimnaziul No. 209 pe Ulița Vosstaniya.
- La Sankt Petersburg, în grădina de lângă Fontannîi dom, lucrare a sculptorului Viaceslav Buhaev.
- Memorialul lui Nikolai Gumiliov, Anna Ahmatova și Lyov Gumiliov din orașul Bejețk, regiunea Tver.
- În orașul Sloboda Șelihovskaia din regiunea Hmelnițki (Ucraina).
- În satul Gradnița de lângă orașul Bejețk, regiunea Tver.
- Într-o suburbie a orașului Odessa (Ucraina)
- La mormântul Annei Ahmatova la Komarovo.
- În clădirea Casei Ardov din Moscova, muzeul scriitorului și dramaturgului Viktor Ardov și a nevestei sale, actrița și regizoarea Nina Antonovna Olșevska, care adeseori au adăpostit-о pe Anna Ahmatova, când venea la Moscova.
- La Kolomna (lângă Moscova).[35][36][37]

### In memoriam: Anna Ahmatova
- Casa de discuri Priviet din Rusia a publicat un CD cu înregistrări din 1963-1965 ale Anne Ahmatova citind din poeziile și proza ei, cu o durată de 64 minute.
- Dramaturgul american Romulus Linney a scris o piesă scurtă, Ahmatova, publicată în 1992.

## Cronologie
- 23 iunie 1889 Se naște Anna Andreevna Gorenko, la Bolșoi Fontan, lângă Odessa.
- 1906 Anna Ahmatova se înscrie la Institutul Fundukleevskaya din Kiev.
- 1908 - 1910 Urmează cursurile Facultății de Drept din Kiev
- 25 aprilie 1910 Se căsătorește cu Nikolai Gumiliov
- 1912 Publică volumul Seara (Вечер)
- 1 octombrie 1912 se naște unicul ei fiu, Lev Nikolaevici Gumiliov, la Petrograd (azi Sankt Petersburg)
- 1914 Publică volumul Mătăniile (Чётки)
- 1917 Publică volumul Stolul alb(Белая стая)
- 1918 Divorțează de Nikolai Gumiliov
- 1918 Se căsătorește cu Vladimir Șileiko
- 1921 Publică volumul Pătlagina (Подорожник)
- 1921 Fostul ei soț Nikolai Gumiliov este arestat și executat de regimul sovietic
- 1922 Publică volumul Anno Domini MCMXXI
- 1922 Se desparte de Vladimir Șileiko (fără a divorța).
- 1925 Apare Hotărârea Comitetului Central al Partidului Comunist (bolșevic) al Uniunii Sovietice „Despre politica partidului în domeniul literaturii artistice”.
- 1926 Începe legătura cu Nikolai Punin.
- 1928 Divorțează de Vladimir Șileiko.
- 1935 Nikolai Punin este arestat prima oară
- 1936 Nikolai Punin este eliberat în urma unei cereri către Stalin semnate de Ahmatova împreună cu Mihail Bulgakov și Boris Pasternak.
- 1940 Publică un ciclu de poezii în revista literară Zvezda („Steaua”).
- 1940 Publică un volum de selecții din creația ei mai veche sub titlul Iz shesti knig ("Din șase cărți"). Volumul este retras din librării după câteva săptămâni.
- 1943 Publică o culegere de poezii la Tașkent unde era evacuată în timpul războiului.
- august 1945 Apare Hotărârea Comitetului Central al Partidului Comunist al Uniunii Sovietice „Despre ziarele Zvezda și Leningrad”, care o demască pe Anna Ahmatova.
- 1945 Ahmatova este exclusă din Uniunea Scriitorilor a Uniunii Sovietice.
- 1949 Fiul ei, Lev Gumiliov, este arestat a doua oară și trimis în Siberia.
- 1949 Nikolai Punin este arestat și trimis în Siberia.
- 1950 Publică poezii de preamărire a lui Stalin, în speranța de a obține eliberarea fiului ei din detenție.
- 21 august 1953 Moare Nikolai Punin, într-un lagăr la Vorkuta Siberia.
- 1963 Apare la München, în Germania, volumul de poeme Реквием (Recviem).
- 1964 Este aleasă președinte al Uniunii Scriitorilor din Uniunea Sovietică.
- 1964 I se decernează premiul Aetna-Taormina în Italia.
- 1965 I se decernează titlul de doctor honoris causa de către Universitatea Oxford din Regatul Unit
- 5 martie 1966 moare Anna Ahmatova la sanatoriul Domodedovo, lângă Moscova.

## Opera literară

### Versuri
- 1912 Вечер (Seara)
- 1914 Чётки (Mătănii)
- 1917 Белая стая (Stolul alb)
- 1921 Подорожник (Pătlagina)
- 1922 Anno Domini MCMXXI
- 1940 Из шесты книг (Din șase cărți) ,
- 1943 Избранное Стихи (Versuri alese)
- 1946 Versuri alese (Избранные стихи)
- 1958 Стихотворения (Poezii)
- 1961 Стихотворения 1909-1960 (Poezii 1901-1960), 1961
- 1963 Реквием (Recviem) (publicat în străinătate, la München)
- 1965 Бег времени (Scurgerea timpului)

### Ediții postume
- 1974 Избранное (Poezii alese)
- 1976 Стихотворения и поэмы. (Versuri și poeme)
- 1977 Стихи и проза (Poezii și proză]
- 1978 Поэма без героя (Poem fără erou)
- 1986 Тростник (Stuf)
- 1986 Сoчинения (Opere)
- 1987 Реквием (Recviem) (prima tipărire a volumului în Uniunea Sovietică, în perioada de Perestroika
- 1989 Десятые годы (Anii 1910)
- 1990 Сoчинения (Opere)(2 volume.)
- 2004 От царскосельских лип (Sub teii din Țarskoe selo)

### Proză
- 1977 Слово о Пушкине (Сuvinte despre Pușkin)
- Пушкин и дети (Pușkin și copiii)
- Все было подвластно ему (Totul a fost în puterea sa)
- Слово о Данте (Cuvinte espre Dante).
- Воспоминания об Александре Блоке (Amintiri despre Aleksandr Blok).
- 1967 Амедео Модильяни (Amedeo Modigliani).
- Михаил Лозинский (Mihail Lozinski).
- Из воспоминаний о Мандельштаме (Din amintiri despre Mandelștam)
- Коротко о себе (Pe scurt despre sine)
- Будка (Coliba)
- Дом Шухардиной (Casa Șuhardina)
- Слепнёвo (Slepniovo)
- Город (Orașul)
- Дальше о городе (Iar despre oraș)
- Искра паровоза (Scânteia locomotivei)
- Березы (Mestecenii)

### Traduceri
- 1956 Корейская классичекая поезия (Poezia clasică coreeană)
- 1956 Китайская классическая поэзия (Poezia clasică chineză)
- 1965 Лирика древнево Египта (Poezia Egiptului antic)
- 1965 Голоса поетов (Glasul poeților)
- 1967 Леопарди Джакомо - Лирика (Giaccomo Leopardi - Lirică) (în colaborare cu Anatoli Naiman)
- 1969 Классическая поезия востока (Poezia clasică a occidentului)
- 1976 Из армянской поезий (Din poezia armenească)